# Город без жалости
«Город без жалости» — фильм 1961 года производства США/ФРГ режиссёра Готфрида Рейнхардта, по роману 1960 года «Приговор» немецкого писателя Манфреда Грегора — судебная драма о деле четырёх американских солдат обвиняемых в изнасиловании немецкой девушки.
Актриса Кристина Кауфман получила премию «Золотой глобус» в категории «Лучший дебют актрисы».
Огромную популярность, «Золотой глобус» и номинацию на «Оскар» получила написанная для фильма одноимённая песня.

## Сюжет
1960 год. Западная Германия, небольшой городок в котором расквартирована дивизия США.
Четверо пьяных американских солдат покидают бар и идут на речку. Это сержант Чак Снайдер, капрал Брэдвелл Скотт, капрал Джим Ларкин и рядовой Джоуи Хейнс.
В это время на берегу реки сидит 16-летняя местная девушка немка Карин Штайнхоф, только что поссорившаясь со своим парнем 19-летним Франком Боргманом. Карин закуривает сигарету и снимает мокрое бикини, в этот момент на неё выходят американские солдаты… и совершают групповое изнасилование.
Франк слышит крики о помощи и переплывает реку, чтобы помочь своей девушке, но Снайдер вырубает его. Уходя с места преступления только капрала Ларкина охватывает чувствуо вины, он прикрывает девушку своей рубашкой, и догоняет своих сослуживцев.
Их быстро задерживают. Чтобы успокоить гнев и возмущение немцев генерал-майор Стаффорд, командующий американской дивизией, приказывает, чтобы военный суд состоялся публично, в здании местной школы.
Обвинитель, подполковник Джером Пакенхэм, добивается смертной казни. Майору Стиву Гарретту поручено защищать обвиняемых насильников. В дело вмешивается местная журналистка немка Инга Кернер.
Гаррет пытается заключить сделку о наказании в виде длительных сроков каторжных работ, но Пакенхэм настаивает на смертной казни. Гаррет начинает расследование, опрашивая местных жителей.
В начале процесса трое из обвиняемых не признают себя виновными, только Ларкин пытается заявить о своей вине, но Гаррет отклоняет его заялвение. Гарретт вызывает свидетелем армейского психиатра, который лечил Ларкина до инцидента. Психиатр свидетельствует, что Ларкин импотент по психологическим причинам. Ларкин яростно отрицает это, но его удаляют из зала суда.
После первого дня суда Гарретт обращается к отцу девушки герру Штайнхофу, чтобы он отозвал её из суда (что исключит смертную казнь обвиняемым), пока не стало слишком поздно, взять семью и уехать из города, заявив, что ему придется сломать её на суде, чтобы спасти своих клиентов. Тот отказывается.
На суде вначале Гаррет разрушает доверие к Карин и её парню Боргману, при опросе ловя их на бессмысленной маленькой лжи, а затем — чтобы избежать смертной казни клиентам у него как у защитника нет другого выбора — раскрывает полученную от местной проститутки информацию, показывая, что Карин не так невинна, как кажется на первый взгляд… на перекрёстном допросе Карин падает от напряжения. Отец отзывает её из суда, теперь приговор в виде смертной казни невозможен.
Четверо обвиняемых признаны виновными в изнасиловании. Троих приговаривают к длительным срокам каторжных работ, а Ларкину дают более короткий срок — шесть лет.
Однако разразился скандал, горожане восстали против Карин, считая, что она опозорила их. Франк Боргман нападает на Гаррета, но тот советует ему взять Карин и навсегда покинуть город. Молодой человек прислушивается к его совету, но, чтобы собрать деньги, подделывает подпись матери на чеке. Когда пара уезжает, их задерживает полицейский, посланный матерью Фрэнка, и пока тот спорит с полицейскими, Карин убегает.
Фильм заканчивается новостным сообщением журналистки Кернер, что Карин утопилась в реке недалеко от того места, где её изнасиловали.

## В ролях
- Кирк Дуглас — майор Стив Гарретт, защитник на военном суде
- Барбара Руттинг — Инга Кёрнер, журналистка
- Кристина Кауфман — Карин Штайнхоф, потерпевшая
- Э. Г. Маршалл — лейтенант-полковник Джером Пэйкенхем, обвинитель на военном суде
- Ингрид ван Берген — Труда, немецкая проститутка, информатор Гарретта
- Алан Джифорд — генерал-майор Стаффорд, командир дивизии
- Фрэнк Саттон — сержант Чак Снайдер
- Ричард Джекел — капрал Брэдвел Скотт
- Роберт Блейк — капрал Джим Ларкин
- Мэл Сондок — рядовой Джоу Хэйнс
- Марк Хауфлер — доктор Урбан, психиатр
- Ханс Нильсен — Карл Штайнхоф, отец Карин
- Карин Хардт — фрау Штайнхов, мать Карин
- Герхарт Липперт — Франк Боргманом, бойфренд Карин
- Элеонора фон Хурштратен — фрау Бёргман, мать Франка
- Роза Рене Рут — фрау Кюлинг, городская сплетница
- Эгон фон Йордан — бургомистр

## Съёмки
Фильм совместного производства Gloria-Movie GmbH (Берлин), The Mirisch Corporation (Голливуд), а также производственной компании Osweg (Швейцария).
Съемки проходили в Германии, павильонные на киностудии «Gloria—Film’s» в Мюнхене, а натурные съёмки велись в городах Бамберг и Форххайм в Баварии, так в Форххайме узнаваемы площадь перед ратушей, Нюрнбергские ворота и здание гимназии «Herder-Gymnasium» в котором по фильму идёт суд.

## Литературная основа
Фильм основан на романе 1960 года «Приговор» немецкого писателя Манфреда Грегора. Хотя автор романа сам работал над сценарием фильма, в титрах он не указан.
Также не указан адаптировавший сценарий приглашённый по предложению исполнителя главной роли актёра Кирка Дугласа сценарист Далтоном Трамбо — он находился в «Чёрном списке».

## Цензура и возрастной рейтинг
На премьерном показе фильм был длительностью 112 минут, но для проката в США был сокращён до 105 минут, чтобы соответствовать рейтингу MPAA, потому что фильму сначала было полностью отказано в сертификате, но даже сокращённую версию Национальный легион приличия оценил как «А-III», что указывало на то, что он был «только для взрослых».
Для проката в Германии фильм был дополнительно сокращен с 105 минут до 98 минут.

## Песня из фильма
Для фильма была написана одноимённая песня, поёт Джин Питни, слова Неда Вашингтона, музыка Дмитрия Тёмкина.
Песня получила Премию «Золотой глобус» за лучшую песню — первой в истории этой премии, и была номинирована на Премию «Оскар» за лучшую песню к фильму.
Эта песня заняла 13 место в американском чарте Billboard Hot 100 и считается первой в Топ-40 песен Джина Питни, он также записал версии на немецком и итальянском языках.
В дальнейшем многие певцы исполняли её кавер версии, песня входила в саундреки нескольких сериалов и фильмов.

## Критика
В современной фильму рецензии в американской газете «The New York Times» отмечалось, что это «в принципе впечатляющий и действительно честный фильм», который лишь на первый взгляд снят малоэмоционално, жители города недостаточно в гневе и смятении, для такого скандального события, но:

«Город без жалости», заметим с самого начала, не является поверхностной проповедью…. Стоит только осознать, что граждане не бунтуют, а просто любопытствуют, похотливо или как-то иначе. Его влияние, таким образом, уменьшается до такой степени, что иногда кажется, что фильм — это просто обсуждение тонкостей закона и ничего больше. Это, однако, второстепенный момент. Сценаристы, продюсер-режиссер и актерский состав оправдывают себя совершенно восхитительно, естественно. История развивается так же достоверно, как и реальные немецкие места, в которых она была снята. Взрослый подход проявляется в презентации, которая не является ни черной, ни белой. А дотошная режиссура создаёт жесткую, реалистичную и надолго запоминающуюся драму.— Town Without Pity // The New York Times, 11. Oktober 1961
Другой взгляд на фильм был у современной немецкой критики, так газета «Der Spiegel» писала, что фильм при поверхностном эффекте источает скуку, отметив, что ряд немецких газет отклонили объявления о фильме как оскорбительные, и, утрируя, полагал, что фильм теперь будет рекламироваться листовками в почтовые ящики: «Опять изнасилование! — Наши дочери являются добровольцами?», но со временем оценка стала взвешенной и в настоящее фильм время характеризуется как:

Захватывающая судебная драма, стремящаяся к дифференциации, в основе которой лежит конфликт между жесткой верностью параграфам и гуманной юриспруденцией. Несмотря на некоторые отдельные моменты, серьёзный и дискуссионный.— Лексикон международного кино